# Fiodor Djakonow
Fiodor W. Djakonow, ros. Федор В. Дьяконов (ur. w 1873 r. w stanicy Niżnie-Czirskaja w Rosji, zm. 30 kwietnia 1945 r. w rejonie Villa Santina w północnych Włoszech) – rosyjski wojskowy (pułkownik), wyższy oficer w dowództwie odpowiadającym za uchodźcze stanice Kozaków dońskich w składzie Kozackiego Stanu podczas II wojny światowej.
Ukończył kozacką junkierską szkołę wojskową w Nowoczerkasku. Brał udział w I wojnie światowej. Od grudnia 1917 r. dowodził partyzancką sotnią kawalerii Kozaków dońskich ze stanicy Niżnie-Czirskiej. W połowie 1918 r. wstąpił do kozackich oddziałów wojskowych białych. W sierpniu tego roku został dowódcą 1 tulskiej ochotniczej dywizji piechoty. We wrześniu 1919 r. objął dowództwo tulskiej brygady piechoty III samodzielnego korpusu Kozaków dońskich. Następnie dowodził 9 brygadą kawalerii 10 dywizji kawalerii Kozaków dońskich. W lutym 1920 r. w stopniu pułkownika objął dowództwo 10 dywizji kawalerii Kozaków dońskich. W listopadzie tego ewakuował się wraz z wojskami białych z Krymu do Gallipoli. Następnie zamieszkał na Bałkanach, a potem we Francji, gdzie pracował m.in. w zakładach metalurgicznych. W 1939 r. został nominalnym generałem majorem Wojska Dońskiego na emigracji. W okresie II wojny światowej podjął współpracę z Niemcami. W 1944 r. wstąpił do Kozackiego Stanu, obejmując funkcję w dowództwie odpowiadającym za uchodźcze stanice Kozaków dońskich. 30 kwietnia 1945 r. został zabity przez nieznanych sprawców na drodze do Villa Santina podczas odwrotu na terytorium Austrii.